# Meerburgerwatering

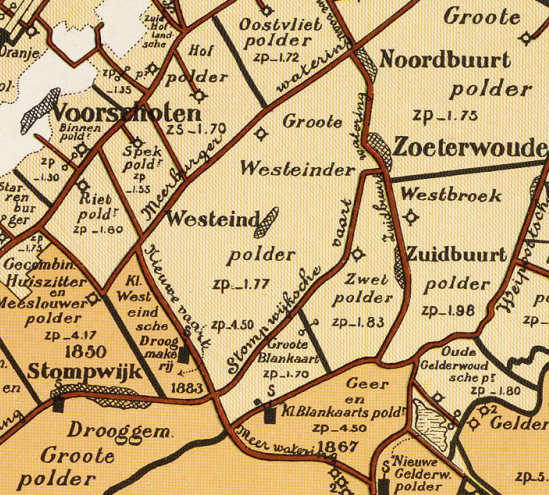

De Meerburgerwatering is een boezemwater dat parallel aan de snelweg A4 loopt vanaf de Nieuwe Vaart tot aan de Oude Rijn. Aan de Meerburgerwatering staan goed zichtbaar vanaf de snelweg de molen Zelden van Passe en een tweetal grote windturbines. Deze windturbines werden in 2005 geplaatst en eind 2015 gedemonteerd om plaats te maken voor nieuwe met een grotere productie, maar het is nog niet bekend wanneer die zullen verrijzen.
De Meerburgerwatering vormde vanaf 16 november 1641 de noordwestelijke begrenzing van de Westeijndsche of Westender polder, die de samenvoeging was van negen kleine polders onder Stompwijk en Zoeterwoude, te weten de Baersdorppolder (bij het Papemeer), de Oude Pieterspolder in de buurt van de kerk (Loeteveld), de Oude Schoutspolder (zuidwest), de Jan Coolenspolder (ten oosten), de Maerten Peetspolder, de Sionspolder (bij de molen), de Marie Claespolder (ten zuidwesten daarvan), de Goopolder (zuidwest), en de Coentjespolder. 
Tussen 1853 tot 1883 werd het zuidwestelijke deel van de polder afgescheiden als Kleine Westeindsche Veen- en Droogmakerij. Tussen de Meerburgerwatering en de Stompwijkse vaart werd de Nieuwe vaart als nieuwe verbinding gemaakt, waarna de Westender polder werd aangeduid als de Groote Westeindsche Polder.
In 2012 werd de Meerburgerwatering uitgebaggerd en werd de kade langs de noordwestzijde van de Grote Polder en Westbroekpolder versterkt.